# Odontotropis clarazianus
Odontotropis clarazianus är en mångfotingart som beskrevs av Jean-Henri Humbert och Henri Saussure 1869. Odontotropis clarazianus ingår i släktet Odontotropis och familjen Chelodesmidae. Inga underarter finns listade i Catalogue of Life.